# Émetteur de Riedlingen

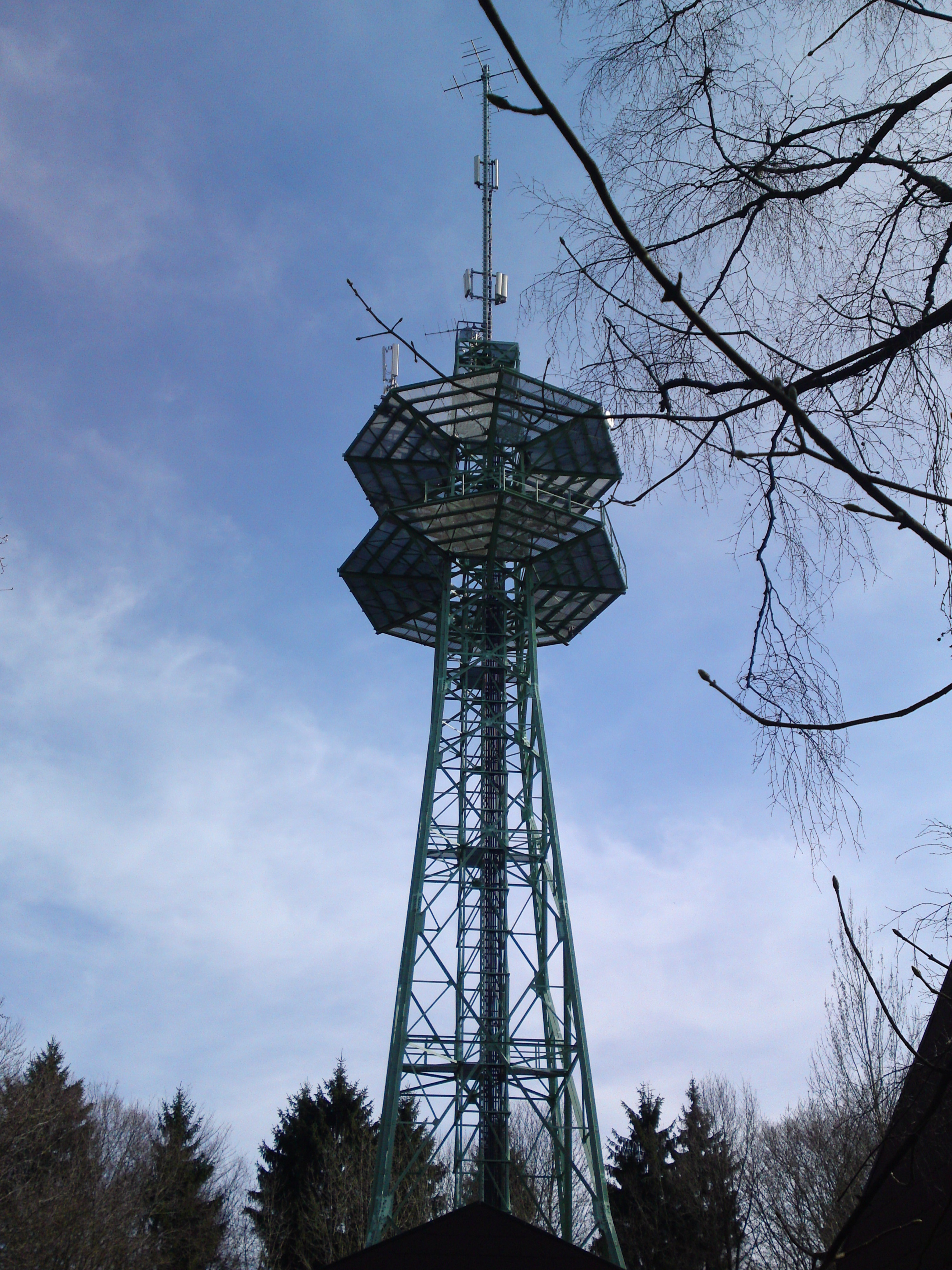
L'émetteur de Riedlingen

L'émetteur de Riedlingen est une antenne-relais pour la radiodiffusion. Il se situe sur l'Österberg, une colline boisée culminant à 652 m d'altitude, à environ deux kilomètres à l'ouest du centre-ville de Riedlingen. Une tour à treillis en acier, haute de 69 mètres, est utilisée comme support d’antenne. Une maison au pied sert à la transition vers la tour de transmission, l'autre porte une sous-station de l'EnBW à partir de laquelle la tour de transmission est alimentée en électricité. L'énergie est fournie via un câble de Riedlingen.
Grâce à cet émetteur, la station de radio Donau 3 FM est diffusée sur la ville de Riedlingen et ses environs.
La station de radio suivante est diffusée en FM :
| Station radio | Fréquence (en MHz) | PAR (en kW) | RDS PS   | RDS PI |
| ------------- | ------------------ | ----------- | -------- | ------ |
| Donau 3 FM    | 106,2 MHz          | 0,5 kW      | DONAU3FM | 1701   |

## Source de la traduction
- (de) Cet article est partiellement ou en totalité issu de l’article de Wikipédia en allemand intitulé « Sender Riedlingen (Österberg) » (voir la liste des auteurs).